# Scoarța
Scoarța is een Roemeense gemeente in het district Gorj.
Scoarța telt 4911 inwoners.